# Калинівська сільська рада (Житомирський район)
Калинівська сільська рада — колишня адміністративно-територіальна одиниця та орган місцевого самоврядування в Іванківському, Житомирському районах і Житомирській міській раді Волинської округи, Київської та Житомирської областей Української РСР з адміністративним центром у селі Калинівка.

## Населені пункти
Сільській раді на час ліквідації були підпорядковані населені пункти:
- с. Калинівка

## Історія та адміністративний устрій
Створена 8 січня 1929 року в с. Калинівка Вацківської сільської ради Іванківського району Волинської округи. 15 вересня 1930 року, відповідно до постанови ВУЦВК та РНК УСРР «Про ліквідацію округ та перехід на двоступеневу систему управління», сільську раду включено до приміської смуги Житомирської міської ради. 14 травня 1939 року, відповідно до указу Президії Верховної ради Української РСР, сільська рада увійшла до складу новоствореного Житомирського району Житомирської області.
Станом на 1 вересня 1946 року сільська рада входила до складу Житомирського району Житомирської області, на обліку в раді перебувало с. Калинівка.
Ліквідована 17 грудня 1956 року, відповідно до рішення Житомирського облвиконкому № 1158 «Про укрупнення сільських рад Житомирського району», територію та с. Калинівка приєднано до складу Левківської сільської ради Житомирського району Житомирської області.